# Rigas von Euler-Chelpin
Rigas Georg Sebastian Euler-Chelpin, seit 1884 von Euler-Chelpin, (* 9. Februar 1837 in Nauplion, Griechenland; † 30. April 1923) war ein bayerischer Generalleutnant.

## Leben

### Herkunft
Rigas war der Sohn des am 28. Juli 1884 in den erblichen bayerischen Adelstand erhobenen Oberpostrates Karl von Euler-Chelpin (1809–1900) und dessen Ehefrau Sekunda, geborene Mayer (1810–1893). Seine Schwester Franziska (* 1852) war Stiftsdame von St. Anna in München.

### Militärkarriere
Euler-Chelpin besuchte das Münchner Kadettenhaus und trat anschließend am 28. Februar 1857 als Junker in das Infanterie-Leib-Regiment der Bayerischen Armee ein. Unter Beförderung zum Unterleutnant erfolgte Ende Februar 1858 seine Versetzung in das 12. Infanterie-Regiment „König Otto von Griechenland“. Er diente ab Juni 1859 für vier Jahre als Bataillonsadjutant, avancierte Ende Mai 1866 zum Oberleutnant und nahm am folgenden Krieg gegen Preußen teil. Für sein Verhalten vor dem Feind belobigt, wurde Euler-Chelpin nach dem Friedensschluss Ende August 1866 zum zweiten Adjutanten des General-Kommandanten des Generalkommandos Augsburg Maximilian von Feder ernannt. Nach dessen Tod stieg er Mitte März 1869 zum ersten Adjutanten auf und wurde Mitte August 1870 zum Hauptmann befördert. Als solcher nahm er während des Krieges gegen Frankreich an den Kämpfen bei Beaumont, Sedan, Artenay und Coulmiers teil. Für die Schlacht bei Loigny und Poupry wurde er belobigt und mit dem Eisernen Kreuz II. Klasse ausgezeichnet. Im weiteren Kriegsverlauf war er ab dem 23. Dezember 1870 Adjutant der 3. Infanterie-Brigade und wirkte in dieser Stellung bei der Belagerung von Paris.
Mit der Ernennung zum Chef der 6. Kompanie im Infanterie-Leib-Regiment trat Euler-Chelpin Mitte März 1872 in den Truppendienst zurück, rückte unter Beförderung zum Major am 1. Dezember 1878 in den Regimentstab auf und wurde 1880 Kommandeur des I. Bataillons. Am 24. März 1885 wurde er Oberstleutnant und etatmäßiger Stabsoffizier im 9. Infanterie-Regiment „Wrede“. Daran schloss sich vom 11. Mai 1888 bis zum 13. Juli 1891 eine Verwendung als Oberst und Kommandeur des 12. Infanterie-Regiments „Prinz Arnulf“ an. Anschließend wurde Euler-Chelpin unter Beförderung zum Generalmajor zum Kommandanten der Festung Ingolstadt ernannt. Am 5. Juni 1895 erfolgte seine Ernennung zum Präsidenten des Generalauditoriats in München. In dieser Eigenschaft erhielt Euler-Chelpin am 9. November 1895 den Charakter als Generalleutnant, Ende September 1897 die Erlaubnis zur Annahme des Großkreuzes des Friedrichs-Ordens sowie am 31. Oktober 1899 das Großkomturkreuz des Militärverdienstordens. In Genehmigung seines Abschiedsgesuches wurde Euler-Chelpin am 24. September 1900 unter Verleihung des Verdienstordens vom Heiligen Michael I. Klasse mit der gesetzlichen Pension zur Disposition gestellt. Nach seiner Verabschiedung erhielt er am 9. Oktober 1900 die Erlaubnis zur Annahme des Großkreuzes des Ordens der Krone von Rumänien.

### Familie
Euler-Chelpin hatte sich am 14. September 1871 in Augsburg mit Gabriele Furtner (1848–1931) verheiratet. Aus der Ehe ging ein Sohn, der bedeutende Chemiker Hans von Euler-Chelpin (1873–1964) hervor.

## Schriften
- Zur Erinnerung an den Generallieutenant Maximilian von Feder, Commandant der K.B.II. Armee-Division. Autographischer Steindruck, Koch, Ansbach [o. J.] Digitalisat